# Dominosa Omnibus
| Домино-пасьянс (решение единственное) |
| ------------------------------------- |
|                                       |
| Решение                               |

Dominosa Omnibus (домино-пасьянс, задача на воспроизведение расположения домино, «Dominosa», «Solitaire Dominoes», «Domino Hunt») представляет собой разложенный в виде определённой фигуры комплект из 28 костей домино, границы между которыми стёрты. Задача состоит в том, чтобы отметить, где какая кость лежит.

## Описание
Обычно используют фигуру в виде прямоугольника 7×8. В решении опираются на тот факт, что квадратики с очками 2, 3 и 6 могут образовывать кость только в двух направлениях. Для очков 2 и 3 это верно, поскольку комплекты домино делаются так, что в расположенной вертикально кости линия из двух и трёх точек идёт от правого верха к левому низу квадратика.
Существует вариант с цифрами на костях вместо точек, в этом случае, вообще говоря, квадратик может образовать кость со всеми четырьмя своими соседями, что усложняет решение головоломки. Для его облегчения в качестве фигуры используют, к примеру, квадрат 8×8, из центра каждой стороны которого удалены по два квадратика. В этом случае некоторые квадратики, имея более двух соседей, могут образовать кость лишь в двух направлениях, так как иначе в замкнутой области, ограниченной отмеченными костями, окажется нечётное число неотмеченных квадратиков.
Мартин Гарднер так описывает головоломку:

Замечательную головоломку с домино я почерпнул у Леха Пиановского, кинокритика из Варшавы…

Играть в неё может любое число игроков, но мы допустим, что их двое. Каждый поступает следующим образом. Пока противника нет в комнате, он перемешивает стандартный набор из 28 домино, точками вниз, и случайным образом формирует из них прямоугольник 7×8. Затем кости переворачиваются и цифры на них переносятся в таблицу 7×8, но при этом не показывается расположение отдельных костей… Игроки обмениваются таблицами, и тот из них, кто первым догадывается, как воспроизвести это расположение цифр костяшками домино, выигрывает. Поскольку для многих вариантов расположения цифр на сетке 7×8 есть несколько решений, не обязательно воспроизводить именно исходное расположение костей — достаточно, чтобы оно соответствовало расположению цифр в таблице.

## История
Имеются свидетельства, что головоломка была известна ещё до Леха Пиановского. Так, по свидетельству Майкла Мендельсона, в четвёртом издании буклета «Sperrdomino oder das alte Dominospiel zu zweien und Dominosa – neue Dominospiele zur Selbstunterhaltung», выпущенном в Германии в 1924 году, утверждается, что головоломка была изобретена О. С. Адлером в 1874 году, запатентована в 1893 году (German Reichs-Patent-Nr 71539) на имя Richard Osa (псевдоним О. С. Адлера) и впервые опубликована Адлером в 1894 году под названием «Dominosa» (но, по сообщениям, плохо продавалась, так как была ещё неизвестна). Под названием «Dominosa Omnibus» головоломка была включена в альманах «Kürschners Jahrbuch» в 1899 году, а в 1912 году первое издание буклета «Sperrdomino und Dominosa» было опубликовано издательством Verlag der Züllchower Anstalten в районе Желехова города Щецин.